# Gemeinderatswahl in St. Pölten 1997
Die Gemeinderatswahl 1997 fand am 31. August 1997 statt und war die teilweise Wiederholung der Gemeinderatswahl von 1996 aufgrund einer Klage der FPÖ vor dem Verfassungsgerichtshof. Das Ergebnis änderte sich nur geringfügig, es verschoben sich keine Mandate.

## Ausgangslage
Bei der Wahl vom 13. Oktober 1996 konnte die SPÖ trotz starker Verluste erneut die meisten Stimmen auf sich vereinen und die absolute Mehrheit verteidigen. Während auch die ÖVP starke Verluste hinnehmen musste und KPÖ und GRÜNE leicht verloren, gewann die FPÖ stark. Sie erreichte ein Stadtratsmandat, auf ein zweites fehlten nur zehn Stimmen. Das LIF konnte beim ersten Antritt in den Gemeinderat einziehen. 
Kurz nach der Wahl focht die FPÖ die Wahl beim Verfassungsgerichtshof wegen Unregelmäßigkeiten bei der Stimmenauszählung und Verletzung der Wahlaufsichtspflicht durch den Wahlvorsitzenden Willi Gruber an. Er hatte die Wahlaufsicht bei der Vorzugsstimmenauszähung teilweise delegiert. Das Gericht folgte der Argumentation der FPÖ und ließ die Wahl in 17 von 88 Sprengeln wiederholen, in Summe waren 9316 Personen erneut wahlberechtigt.

### Wahlwerbende Parteien und Wahlverlauf
Für die erneuten Wahlen galten die gleichen Wahlvorschläge wie bei der vergangenen Wahl, auch die Wahlberechtigten blieben dieselben. Dies hatte zur Folge, dass 200 Wahlberechtigte inzwischen verstorben und 600 verzogen waren. Beim Liberale Forum (LIF) hatte der Spitzenkandidat der Wahl von 1996, Niki Schwab, sein Mandat inzwischen an Otto Schwarz abgetreten. Beherrschendes Wahlkampfthema aller Parteien, außer der FPÖ, war die Sinnhaftigkeit der Wahlwiederholung und deren Kosten von rund einer Million Schilling. Die FPÖ trat im Bezug auf die VfGH-Entscheidung mit „Recht muss Recht bleiben“ an.
Die Sozialdemokratische Partei Österreichs (SPÖ) trat mit Willi Gruber als Spitzenkandidat an, die Österreichische Volkspartei (ÖVP) schickte Alfred Brader ins Rennen. Spitzenkandidat der Freiheitlichen Partei Österreichs (FPÖ) war Franz Miksch, Die Grünen – Die Grüne Alternative (GRÜNE) wurden von Silvia Buschenreiter angeführt.

## Wahlergebnis
Bei der Wahl vom 31. August 1997 ergaben sich kaum Verschiebungen. Die SPÖ konnte ebenso wie die FPÖ leicht gewinnen, die anderen Parteien verloren leicht. In Summe ergaben sich keine Mandatsverschiebungen in Gemeinderat und Stadtrat.
|                    | Ergebnisse 1997 a | Ergebnisse 1997 a | Ergebnisse 1997 a | Ergebnisse 1996 | Ergebnisse 1996 | Ergebnisse 1996 | Ergebnisse 1991  | Ergebnisse 1991  | Ergebnisse 1991  | Differenzen 1991–1997 | Differenzen 1991–1997 | Differenzen 1991–1997 | Differenzen 1996–1997 | Differenzen 1996–1997 | Differenzen 1996–1997 |
| ------------------ | ----------------- | ----------------- | ----------------- | --------------- | --------------- | --------------- | ---------------- | ---------------- | ---------------- | --------------------- | --------------------- | --------------------- | --------------------- | --------------------- | --------------------- |
| Stimmen            | %                 | Mand.             | Stimmen           | %               | Mand.           | Stimmen         | %                | Mand.            | Stimmen          | %                     | Mand.                 | Stimmen               | %                     | Mand.                 |                       |
| Wahlberechtigte    | 40.110            |                   |                   | 40.110          |                 |                 | 39.988           |                  |                  | + 122                 |                       |                       | ± 0                   |                       |                       |
| Abgegebene Stimmen | 29.642            | 73,9 %            |                   | 30.799          | 76,8 %          |                 | 30.273           | 75,7 %           |                  | - 631                 | - 1,8 %               |                       | - 1.157               | - 2,9 %               |                       |
| ungültige Stimmen  | 643               | 2,2 %             |                   | 700             | 2,3 %           |                 | 1.243            | 4,1 %            |                  | - 600                 | - 1,9 %               |                       | - 57                  | - 0,1 %               |                       |
| gültige Stimmen    | 28.999            | 97,8 %            |                   | 30.099          | 97,7 %          |                 | 29.030           | 95,9 %           |                  | - 31                  | + 1,9 %               |                       | - 1.100               | - 0,1 %               |                       |
| Partei             |                   |                   |                   |                 |                 |                 |                  |                  |                  |                       |                       |                       |                       |                       |                       |
| SPÖ                | 16.751            | 57,8 %            | 25                | 16.988          | 56,4 %          | 25              | 17.515           | 60,3 %           | 26               | - 764                 | - 2,5 %               | - 1                   | - 237                 | + 1,4 %               | ± 0                   |
| ÖVP                | 5.981             | 20,6 %            | 9                 | 6.385           | 21,2 %          | 9               | 6.959            | 24,0 %           | 10               | - 978                 | - 3,4 %               | - 1                   | - 404                 | - 0,6 %               | ± 0                   |
| FPÖ                | 3.672             | 12,7 %            | 5                 | 3.766           | 12,5 %          | 5               | 2.615            | 9,0 %            | 4                | + 1.057               | + 3,7 %               | + 1                   | - 94                  | + 0,2 %               | ± 0                   |
| GRÜNE              | 1.380             | 4,8 %             | 2                 | 1.548           | 5,1 %           | 2               | 1.683            | 5,8 %            | 2                | - 303                 | - 1,0 %               | ± 0                   | - 168                 | - 0,3 %               | ± 0                   |
| LIF                | 931               | 3,2 %             | 1                 | 1.093           | 3,6 %           | 1               | nicht kandidiert | nicht kandidiert | nicht kandidiert | nicht kandidiert      | nicht kandidiert      | nicht kandidiert      | - 362                 | - 0,4 %               | ± 0                   |
| KPÖ                | 284               | 1,0 %             | 0                 | 319             | 1,1 %           | 0               | 258              | 0,9 %            | 0                | + 61                  | + 0,2 %               | ± 0                   | + 61                  | + 0,2 %               | ± 0                   |
| Gesamt             | 28.999            | 100,0 %           | 42                | 30.099          | 100,0 %         | 42              | 29.030           | 100,0 %          | 42               | - 31                  | ± 0                   | ± 0                   | - 1.100               | ± 0                   | ± 0                   |

## Auswirkungen
Bei der konstituierenden Gemeinderatssitzung wurde Gruber erneut zum Bürgermeister gewählt, Vizebürgermeister wurden Amand Kysela (SPÖ) und Alfred Brader (ÖVP).